# Кабанов, Александр Иванович (лётчик)
Алекса́ндр Ива́нович Каба́нов (9 февраля 1902, Москва или Московская губерния — 24 октября 1954, Татарская АССР) — советский военачальник, лётчик-испытатель, генерал-майор Советской Армии.

## Биография

Могила Кабанова на Введенском кладбище Москвы.

Родился 9 февраля 1902 года в Москве (по другим данным, в селе Полушкино современного Ступинского района Московской области).
Трудовую деятельность начал в 1918 году, работал конторщиком на лесопильном заводе в Саратове, делопроизводителем на железной дороге. Позднее, окончив коммерческое училище, работал в сельскохозяйственной сфере.
В мае 1924 года Кабанов был призван на службу в Рабоче-Крестьянскую Красную Армию. В 1926 году он окончил Ленинградскую военно-теоретическую школу Военно-воздушных сил, в 1927 году — Качинскую военную авиационную школу лётчиков. Принимал участие в боях на КВЖД.
В августе 1933 года Кабанов перешёл на лётно-испытательскую работу в Научно-исследовательский институт Военно-воздушных сил. С 1943 года был заместителем по лётной части начальника этого института.
Кабанов принимал активное участие в испытаниях многих моделей самолётов, в том числе: «He.111B-1», «Ар-2», «С», «В-25В», «Су-6», «Москито-IV», «Бостон-3», «Ил-2», «Ту-70». «СБ», «Пе-2», «УТ-2», «Як-2», «Me-109E-3», «Як-1», «ЛаГГ-1», «МиГ-1», «Ме-262», «Як-15», «Ту-4», «Ла-15». Кроме того, участвовал в испытаниях новых моделей парашютов.
Участвовал в Великой Отечественной войне. В июне — августе 1941 года — командир 410-го бомбардировочного авиационного полка (Западный фронт), сформированного из лётчиков-испытателей Научно-испытательного института ВВС; совершил 2 боевых вылета на Пе-2.
В сентябре 1941 — марте 1942 года находился в правительственной командировке в США по вопросам закупки самолётов.
С 1949 года Кабанов служил заместителем по лётной подготовке начальника Высших офицерских лётно-тактических курсов Военно-воздушных сил в Таганроге. В сентябре 1953 года он возглавил должность начальника лётно-испытательной службы ОКБ А. Н. Туполева.
Погиб 24 октября 1954 года в районе посёлка Бирюли в Татарской АССР при катастрофе самолёта Ту-75. Похоронен в Москве на Введенском кладбище (4 уч.).
Был награждён орденом Ленина, двумя орденами Красного Знамени, орденом Отечественной войны 1-й степени, двумя орденами Красной Звезды и рядом медалей.